# Kielder Water
Das Kielder Water ist ein Stausee in Northumberland, England. Der North Tyne fließt durch den Stausee. Der Stausee ist vom Kielder Forest umgeben dem größten – allerdings künstlich angelegten – Wald Englands.
Der Stausee wurde zwischen 1975 und 1981 gebaut und sollte vorrangig der Wasserversorgung Nordost-Englands dienen. Königin Elisabeth II. eröffnete den Stausee 1982. Der Stausee wird von Northumbrian Water betrieben. Im Rahmen des Northumbrian Water Drought Plan kann der Stausee auch den Fluss Derwent unterhalb des Derwent Reservoir auffüllen.
Ein Wehr trennt das Bakethin Reservoir im Norden vom Kielder Water im Süden.

Mit 200 Millionen Kubikmeter Fassungsvermögen ist Kielder Water der vom Volumen her größte Stausee in Großbritannien.
RWE hat 2004 die Stromerzeugung mit Hilfe des Wassers über Turbinen in der Staumauer von 2005 bis 2025 übernommen und betreibt mit einer Leistung von knapp über 6 MW das leistungsstärkste Wasserkraftwerk in England.
Der See und seine Umgebung sind touristisch gut erschlossen und ein beliebtes Erholungsgebiet. So betreibt der Kielder Water Sailing Club Segelsport auf dem Stausee, und am Südwestufer des Sees wurde 1997 mit dem Kielder Water Bird of Prey Centre der größte Greifvogelpark Nordenglands eröffnet. 2022 betrug die Besucherzahl von Kielder Water etwa 59.000 Menschen.

## Nachweise
1. ↑  Northumbrian Water Drought Plan (Memento des Originals vom 19. Juli 2011 im Internet Archive)  Info: Der Archivlink wurde automatisch eingesetzt und noch nicht geprüft. Bitte prüfe Original- und Archivlink gemäß Anleitung und entferne dann diesen Hinweis. S. 14
2. ↑  RWE Innogy über das Kielder Water Kraftwerk (engl.)
3. ↑  Ray Lowden: Our Story. In: Kielder Water Birds of Prey Centre. Abgerufen am 24. August 2019 (englisch).
4. ↑  Besucherzahlen laut Association of Leading Visitor Attractions (ALVA) 2022 Visitor Figures. Abgerufen am 26. August 2023.